# يربوع سميك الذيل
يربوع سميك الذيل (الاسم العلمي: Pygeretmus)، جنس قوارض من فصيلة اليربوعيات. يحتوي الجنس على الأنواع التالية:
- يربوع صغير سميك الذيل (Pygeretmus platyurus)
- يربوع سميك الذيل القزم (Pygeretmus pumilio)
- يربوع كبير سميك الذيل (Pygeretmus shitkovi)